# Bulbophyllum rhodostictum
Bulbophyllum rhodostictum là một loài phong lan thuộc chi Bulbophyllum.